# Dhoke Budhal
Dhoke Budhal (Urdu:ڈھوک بدہال) é uma vila no conselho Narali da união do distrito Rawalpindi na Província Punjab de Paquistão.